# علم و فناوری در ویتنام
آژانس مدیریت اصلی مسئول علم و فناوری در ویتنام، وزارت علوم و فناوری است. از نقاط قوت این کشور می‌توان به شهرتی خوب در این زمینه در مواردی مانند ریاضیات و تخصص در تحقیقات کشاورزی و زیست‌شناسی و نیز تلاش قابل توجه آموزش ملی و عملکرد خوب آموزش متوسطه اشاره نمود. از سال ۱۹۹۵ ثبت نام برای آموزش عالی ده برابر شد و در سال ۲۰۱۲ به بیش از دو میلیون نفر رسید. در سال ۲۰۱۴، ۴۱۹ بنیاد آموزش عالی در این کشور وجود داشت.